# Ursulina de Parma
Ursulina Veneri de Parma (Parma, 1375 – Verona, 7 d'abril de 1410) va ser una oblata benedictina declarada beata.
Ursulina, filla de Pietro Veneri i Bertolina, als onze anys va curar-se d'una greu malaltia per intercessió de sant Pere màrtir. Manuscrits conservats a l'Arxiu Estatal de Parma i al municipal de Siena, redactats pel seu confessor, testimonien que Ursulina tenia una intensa vida espiritual i contemplativa. Va ser oblata de les benedictines del monestir de Parma, tot i que mai no es lligà a cap institució monàstica.
Durant la seva vida tingué ressò el problema del cisma avinyonès que angustiava l'Església: en dues ocasions, tot i que sense èxit, es dirigí a Avinyó, acompanyada de la seva mare, per tal de convèncer Climent VII que posés fi a la divisió de l'Església.
En tornar d'un pelegrinatge a Terra Santa (1396) passà per Venècia, on deixà una in prompta tan viva de la seva santedat, que quaranta anys després la República va voler promoure la seva canonització i dedicar-li un monestir. Després que Otó III la condemnés a l'exili, després que hagués pres possessió de Parma en derrotar els Rossi, partit al qual pertanyia la família dels Veneri, morí a Verona el 7 d'abril de 1410.
El cos va ser portat a l'església de Sant Quintí per la seva mare.
La seva memòria és el 7 d'abril.